# Inorganic Chemistry
 (juillet 2021).
Inorganic Chemistry (abrégé en Inorg. Chem.) est une revue scientifique à comité de lecture éditée par l'American Chemical Society. Bimensuelle, elle publie des articles concernant la chimie inorganique.
D'après le Journal Citation Reports, le facteur d'impact de ce journal était de 5,1 en 2021. L'actuel directeur de publication est Richard Eisenberg (Université de Rochester, États-Unis).